# إم إس كوين فيكتوريا
إم إس كوين فكتوريا (بالإنجليزية: MS Queen victoria ،QV)‏ هي سفينة رحلات بحرية، مملوكة لـكونارد لاين. سميت على اسم الملكة فكتوريا. كوين فكتوريا لم تشغل مع السفينتين المماثلتين كوين ماري والجديدة كوين إليزابيث حتى شهر نوفمبر سنة 2008.